# Jordan Marié
Pour les articles homonymes, voir Marié.
Jordan Marié est un footballeur français, né le 29 septembre 1991 à Épinal. Il joue actuellement au poste de milieu de terrain relayeur au Dijon FCO dont il est le joueur le plus capé.
Il est le frère aîné d'Élise Marié, basketteuse professionnelle.

## Biographie
Jordan Marié est un joueur formé par le Dijon FCO.C'est le second joueur formé au club à signer un contrat professionnel, après Florent Mollet. Il choisit le numéro 14 en raison de la date de signature du contrat, le 14 février. Lors de sa première saison avec l'équipe première, il joue 11 matchs de Ligue 2, faisant 1 passe décisive. Cette demi-saison est particulière pour lui, car il joue au poste de défenseur latéral.  
Il est réellement intégré au groupe pro lors de la saison 2013-2014, où il est replacé par le coach dijonnais à son poste naturel, à savoir milieu axial. Il réalise une saison pleine, en disputant 31 matchs et en inscrivant son premier but professionnel, le 31 janvier contre le Stade brestois 29.
Il découvre la Ligue 1 avec son club formateur lors de la saison 2016-17, et marque son premier but dans l'élite contre le Stade Rennais (victoire 3-0 des siens). Il fera durant cette saison 24 apparitions, devant faire face à la concurrence de l'expérimenté Florent Balmont ou de Mehdi Abeid au milieu de terrain.
La saison suivante, il inscrira le deuxième but en Ligue 1 de sa carrière, contre le Stade Malherbe de Caen lors d'une défaite 2-1.
Durant la saison 2018-19, il n'entre plus vraiment dans les plans de Olivier Dall'Oglio (préférant aligner un Enzo Loiodice en pleine éclosion) et fait seulement 8 apparitions lors de la première partie de saison. Mais l'éviction de Dall'Oglio rebat les cartes, puisque le nouveau coach, Antoine Kombouaré, préfère l’expérience de Marié à Loiodice pour la mission maintien. Sous les ordres du coach kanak, il fera 17 apparitions (dont 16 titularisations).

## Statistiques
Le tableau suivant récapitule les statistiques de Jordan Marié durant sa carrière.
| Saison                | Club                  | Championnat           | Championnat | Championnat | Championnat | Coupe nationale | Coupe nationale | Coupe nationale | Coupe de la Ligue | Coupe de la Ligue | Coupe de la Ligue | Total | Total | Total |
| Saison                | Club                  | Division              | M.          | B.          | P.d.        | M.              | B.              | P.d.            | M.                | B.                | P.d.              | M.    | B.    | P.d.  |
| 2012-2013             | Dijon FCO             | Ligue 2               | 15          | 0           | 1           | -               | -               | -               | -                 | -                 | -                 | 15    | 0     | 1     |
| 2013-2014             | Dijon FCO             | Ligue 2               | 26          | 1           | 1           | 4               | 0               | 0               | 1                 | 0                 | 0                 | 31    | 1     | 1     |
| 2014-2015             | Dijon FCO             | Ligue 2               | 29          | 0           | 0           | 3               | 0               | 0               | 2                 | 0                 | 0                 | 34    | 0     | 0     |
| 2015-2016             | Dijon FCO             | Ligue 2               | 31          | 1           | 2           | 1               | 0               | 0               | -                 | -                 | -                 | 32    | 1     | 2     |
| 2016-2017             | Dijon FCO             | Ligue 1               | 24          | 1           | 1           | 2               | 0               | 2               | -                 | -                 | -                 | 26    | 1     | 3     |
| 2017-2018             | Dijon FCO             | Ligue 1               | 27          | 1           | 0           | 1               | 0               | 0               | -                 | -                 | -                 | 28    | 1     | 0     |
| 2018-2019             | Dijon FCO             | Ligue 1               | 26+2        | 1+0         | 1+0         | 3               | 1               | 0               | 2                 | 0                 | 0                 | 33    | 2     | 1     |
| 2019-2020             | Dijon FCO             | Ligue 1               | 8           | 0           | 0           | 3               | 0               | 0               | -                 | -                 | -                 | 11    | 0     | 0     |
| 2020-2021             | Dijon FCO             | Ligue 1               | 24          | 0           | 0           | 1               | 0               | 0               | -                 | -                 | -                 | 25    | 0     | 0     |
| 2021-2022             | Dijon FCO             | Ligue 2               | 5           | 0           | 0           | -               | -               | -               | -                 | -                 | -                 | 5     | 0     | 0     |
| 2022-2023             | Dijon FCO             | Ligue 2               | 29          | 1           | 0           | 1               | 0               | 0               | -                 | -                 | -                 | 30    | 1     | 0     |
| 2023-2024             | Dijon FCO             | National              | 23          | 3           | 3           | 3               | 0               | 0               | -                 | -                 | -                 | 26    | 3     | 3     |
| 2024-2025             | Dijon FCO             | National              | 23          | 1           | 5           | -               | -               | -               | -                 | -                 | -                 | 23    | 1     | 5     |
| 2025-2026             | Dijon FCO             | National              | 2           | 0           | 0           | -               | -               | -               | -                 | -                 | -                 | 2     | 0     | 0     |
| Total sur la carrière | Total sur la carrière | Total sur la carrière | 294         | 10          | 14          | 22              | 1               | 0               | 5                 | 0                 | 0                 | 321   | 11    | 14    |

## Palmarès
Avec le Dijon FCO, il est vice-champion de Ligue 2 en 2016.